# Franz Oliva
Franz Oliva (* 19. Jänner 1839 in Klagenfurt; † 18. März 1879 auf Schloss Rastenfeld) war ein österreichischer Gutsbesitzer und Politiker.

## Leben
Franz Oliva war der Sohn des Kaufmanns und Realitätenbesitzers in Klagenfurt Anton Oliva (* 1810; † 1842) und dessen Ehefrau Anna Katharina geb. Pichler. Er war römisch-katholisch und heiratete Maria Feistritzer (* 7. Jänner 1846; † 3. Juli 1923). Aus der Ehe gingen zwei Töchter und zwei Söhne hervor, von denen einer jung starb.
Oliva war Besitzer des landtäflichen Gutes Rastenberg. 

## Politik
Franz Oliva war Bürgermeister in Rabing (heute Mölbling).
Vom 24. September 1878 bis zu seinem Tod am 18. März 1879 war er Abgeordneter im Kärntner Landtag für den Wahlkreis LGM 4 St. Veit. Nachfolger im Landtag wurde Josef Holzer.